# جویلانگ آتو
جویلانگ آتو (انگلیسی: Joylong Automobile) شرکت خودروسازی چینی است، که در سال ۲۰۰۷ تأسیس شد.